# Somate Alto
Somate Alto es un caserío peruano ubicado en el distrito de Sullana, perteneciente a la provincia homónima del departamento de Piura, al norte del Perú. 

## Ubicación
Somate Alto se ubica al oeste de la provincia de Sullana, en el distrito homónimo, en el departamento de Piura. Se ubica al margen derecha río Chira. 

## Demografía
En 2017 Somate Alto tenía una población de 344 habitantes.
| Gráfica de evolución demográfica de Somate Alto entre 1993 y 2017 |
|                                                                   |
| Fuentes: Población 1993 y 2017                                    |